# Elaphoglossum semicylindricum
Elaphoglossum semicylindricum — вид трав'янистих рослин з родини щитникові (Dryopteridaceae), ендемік Азорських островів та Мадейри. Вид тісно пов'язаний з E. hirtum, видом Карибського моря, з яким його плутали в минулому.

## Опис
Трав'яна багаторічна рослина, епіфітна папороть з повзучим кореневищем. 

## Поширення
Ендемік Макаронезії: Азорські острови (острови Сан-Жорже, Сан-Мігел, Піку, Терсейра, Фаял, Флореш), Мадейра (острів Мадейра).
Є типовим епіфітом гірських лісів та рідколісь. Рідко росте на каміннях. Зростає на висотах  350–1200 м н.р.м..

## Загрози та охорона
Цей вид постраждав від випасу великої рогатої худоби, кіз та різання дерев, що, ймовірно, загрожує цьому виду, у тому числі в охоронних районах. На Мадейрі на вид може впливати колекціонування для декоративних цілей. Оскільки цей вид зустрічається як епіфіт на деревах, він чутливий до пожеж.
Немає заходів щодо збереження. Він знайдений у охоронних районах по всьому ареалу, але там виникає загроза, оскільки ці території не виключаються від випасу і порушення.